# Czterdziestu męczenników z Sebasty
Czterdziestu męczenników z Sebasty (cs. Со́рок Севасти́йских му́чеников; zm. 9 marca 320 w Sebaście) – rzymscy żołnierze Legio XII Fulminata (legionu rzymskiego, zwanego „Piorunującym”), męczennicy chrześcijańscy i święci Kościoła katolickiego, ewangelickiego, koptyjskiego, ormiańskiego oraz prawosławnego.

## W historii
Byli kapadockimi chrześcijanami w czasach rządów św. Konstantyna i Licyniusza. W 313 obydwaj cesarze wydali Edykt mediolański, wprowadzający swobodę wyznania w Cesarstwie Rzymskim, jednak rządzący we wschodniej części cesarstwa Licyniusz kilka lat później przestał go respektować. Na swoim obszarze władzy rozpoczął prześladowania przed spodziewanym konfliktem zbrojnym z Konstantynem. Obawiając się przejścia oddziałów chrześcijańskich na stronę nieprzyjaciela, chciał zmusić żołnierzy XII legionu do złożenia ofiary bogom pogańskim, a tym samym do wyrzeczenia się wiary. Część legionistów odmówiła, zbiorowo odmawiając modlitwy. Ponieważ nie udało się ich ukamienować, wystawiono ich na mróz bez odzienia, aż do zamarznięcia na śmierć, a następnie ciała spalono w okolicach Sebasty.

## Kult
Pamięć świętych czterdziestu męczenników w Kościele prawosławnym czci się zawsze podczas Wielkiego Postu; w ten dzień sprawowana jest liturgia uprzednio poświęconych darów.
Do rozpowszechnienia kultu męczenników przyczyniła się cesarzowa św. Pulcheria z Konstantynopola, w VI wieku poświadczał go również św. Grzegorz z Tours. W swych homiliach wspominali o nich Bazyli Wielki, Grzegorz z Nyssy i Efrem Syryjczyk.

## Dzień obchodów
Wspomnienie liturgiczne tych męczenników w Kościele katolickim obchodzone jest w dzienną pamiątkę śmierci za Martyrologium Rzymskim (9 marca).
Po wprowadzeniu reformy liturgicznej w 1969 roku (po Soborze watykańskim II) nie ujęto ich w kalendarzu rzymskim, chociaż nie podważa się faktu ich męczeństwa i występują w wydaniu Martyrologium z 2001 roku.
Kościół ewangelicki i katolicki w Polsce wspominają męczenników 10 marca.
Kościoły wschodnie, z uwagi na liturgię według kalendarza juliańskiego, wspominają męczenników 9/22 marca, tj. 22 marca według kalendarza gregoriańskiego.
W tym samym dniu w Polsce obchodzone jest nieformalne święto świeckie Dzień Mężczyzn. Prawdopodobnie lokalnie dzień ten świętowany był już przed 2000 rokiem w miejsce zniesionego wspomnienia męczenników.

## Wykaz imienny
Czterdziestu męczenników z Sebasty znanych jest z imion, jednakże w źródłach występują  rozbieżności. Erhard Gorys w Lexikon der Heiligen podaje jak niżej:

- Akacjusz
- Aecjusz
- Aleksander
- Angias
- Atanazy
- Chudion
- Cyryl
- Cyriusz
- Domicjan
- Domnus (lub Juwenalis)

- Ekdytiusz
- Eunojkus
- Eutyches
- Eutychiusz
- Filoktymon
- Flawiusz
- Gorgoniusz
- Helianus
- Helias
- Herakliusz

- Hezychiusz
- Jan (lub Julian)
- Kajus
- Kandidus
- Klaudiusz
- Ksanteas
- Leoncjusz
- Lizymach
- Meliton
- Mikołaj

- Pryskus
- Sacerdon
- Sewerian
- Syzynus
- Smaragdus (lub Bazylides)
- Teodul
- Teofil
- Walens
- Walerian
- Wibian